# Hadovka (potok)
Hadovka je vodní tok v Tepelské vrchovině a Plaské pahorkatině na rozhraní okresů Cheb a Tachov. Je dlouhý 19,9 km, plocha jeho povodí měří 89,7 km² a průměrný průtok v ústí je 0,34 m³/s.

## Průběh toku
Potok pramení jihozápadně od vesnice Křepkovice v nadmořské výšce asi 700 metrů. Vytéká z malé vodní nádrže a teče směrem k jihovýchodu. Jižně od Křepkovic sleduje v úseku dlouhém 1,5 kilometru silnici z Teplé do Lestkova a míjí zde pramen Křepkovické kyselky. V místech, kde potok odbočuje od silnice znovu k jihovýchodu, opouští zároveň okres Cheb a vtéká do okresu Tachov. Pokračuje lesnatým údolím přírodního parku Hadovka k vrchu Krasíkov se zříceninou hradu Švamberk, pod kterým opouští Tepelskou vrchovinu. Ještě předtím však severně od Domaslavi zprava přijímá Podhájský potok. Také v Plaské pahorkatině teče k jihovýchodu. Teprve u železniční zastávky Strahov se obrací k východu. Na levém břehu mine zříceninu hradu Gutštejn, za kterým se v meandru na chvíli obrátí o 180 stupňů zpět k západu. Poté obtéká již jen návrší se zbytky bezemínského hradiště a pod hradištěm Šipín se v nadmořské výšce 390 metrů vlévá zprava do Úterského potoka.
Neprotéká žádnou vesnicí. Většinu toku sleduje červeně značená turistická trasa od Kláštera u Teplé do Šipína. V přírodním parku Hadovka souběžně s ní vede cyklotrasa č. 2216 a místy ji kříží nebo krátce sledují další značené trasy.

## Přítoky
- Podhájský potok
- Zádubský potok
- Břetislavský potok
- Bezemínský potok